# Ifimedia
Segons la mitologia grega, Ifimedia (en grec antic: Ἰφιμέδεια, Ifimèdeia) va ser una heroïna filla de Tríopas i de l'estirp de Cànace. Casada amb el seu oncle Aloeu, tingué una filla anomenada Pàncratis, mentre que de les seues relacions amb Posidó van néixer Otos i Efialtes, anomenats aloïdes.
Ifimedia estava enamorada de Posidó, i tenia el costum de passejar per la vora del mar agafant onades amb la mà i abocant-les al seu pit. Al final, Posidó va cedir al seu amor i amb les seves relacions, li donà per fills els dos aloïdes, que eren dos gegants. Quan tenien 9 anys i uns 17 metres d'alçada, van decidir atacar l'Olimp. Zeus els va fulminar.
Una tradició explica que una vegada Ifimedia i la seva filla Pàncratis celebraven les festes de Dionís en el mont Drios, a Acaia, i van ser raptades per dos pirates de l'illa de Naxos, que aleshores s'anomenava Estròngile. Per l'amor de les dues dones, els pirates es van barallar i es van matar mútuament. El rei de Naxos, Agassamen, donà Ifimedia a un amic seu i es va quedar amb Pàncratis. Aloeu va enviar els seus dos fills a la recerca de la seva germana i la seva mare. Els dos gegants van atacar l'illa de Naxos, van expulsar-ne els tracis que hi havia instal·lats i van regnar a l'illa. A Antèdon es mostrava la tomba d'Ifimedia.